# 卢卡斯·温德费德
卢卡斯·温德费德（德語：Lukas Windfeder，1995年5月11日—），德国男子曲棍球运动员。他曾代表德国国家队参加2020年夏季奥林匹克运动会男子曲棍球比赛，结果获得第四名。